# 정선 필 경교명승첩
정선 필 경교명승첩(鄭敾 筆 京郊名勝帖)은 대한민국 서울특별시 성북구 간송박물관에 있는, 서울 근교와 한강변의 명승명소를 그린 진경산수화와 인물화로 구성된 정선의 그림이다. 2017년 12월 26일 대한민국의 보물 제1950호로 지정되었다.

## 개요
정선 필 <경교명승첩>은 서울 근교와 한강변의 명승명소를 그린 진경산수화와 인물화로 구성된 정선의 그림이다. 1741년부터 그리기 시작해 정선이 사망한 1759년에 완성된 것으로 추정된다.
<경교명승첩>은 화풍적인 면에서 정선 그림의 특징적인 요소를 두루 갖추었다. 특히 한강변의 명승을 그린 진경산수도에는 밝고 산뜻한 녹색과 연두색으로 칠하여 산뜻하고 차분한 분위기를 자아내는 데 이러한 청록 담채법(淡彩法)은 정선 화풍의 지평이 확대된 면모를 보여준다.
이와 같이 정선 필 <경교명승첩>은 예술적, 학술적인 가치가 높을 뿐만 아니라 제작연대와 장첩의 경위를 알 수 있는 기록이 같이 장첩되어 있어 완전성 면에서도 손색이 없다. 지금은 훼손된 한강변의 경관을 사실적으로 간직하고 있다는 면에서도 역사적인 가치가 크다.

## 같이 보기
- 간송미술관

## 참고 자료
- 정선 필 경교명승첩 - 국가유산청 국가유산포털